# Легіслатури штатів США
Легіслатура штату або Законодавчі збори штату — законодавчі органи в кожному з 50 американських штатів. Формальна назва таких органів відрізняється від штату до штату. В 25 штатах він називається просто «Легіслатура» (англ. Legislature), в 19 інших штатах називається «Генеральна асамблея» (англ. General Assembly). У Массачусетсі та в Нью-Гемпширі законодавчий орган називається «Генеральним судом» (англ. General Court), а в Північній Дакоті та в Орегоні «Законодавчою асамблеєю» (англ. Legislative Assembly). Перший американський законодавчий орган був створений в 1619 році, це була Генеральна асамблея колонії Вірджинія, яка зараз називається Генеральна асамблея штату Вірджинія.

## Склад
У кожному штаті, окрім Небраски, законодавчий орган є двопалатним, тобто він складається з двох палат. Верхня палата, яка є меншою за кількістю депутатів, називається Сенатом, нижня палата, яка більша, називається Палатою представників чи Асамблеєю. Сенат зазвичай, але не завжди, має виключні повноваження затверджувати призначення зроблені губернатором та оголошувати імпічмент губернатору. В деяких штатах окрема Виконавча рада, яка складається з членів обраних з великих виборчих округів, здійснює функцію затвердження. Члени меншої верхньої палати, сенату, представляють більшу кількість виборців кожен та обираються на довші терміни (зазвичай чотири роки), ніж члени нижньої палати. У 41 штаті нижня палата називається Палатою представників, ще в п'яти штатах вона називається Асамблеєю, ще в трьох Палатою делегатів. Члени нижньої палати зазвичай обираються на два роки. Нижня палата, зазвичай, має виключне право подавати законопроєкти щодо бюджету та починати процедуру імпічменту губернатора. Станом на 2017 рік в 24 палатах із сумарних 99 діють обмеження на кількість законопроєктів, які кожен депутат може подати протягом року.
До рішення Верховного суду США по справах «Бейкер проти Карра» (1962 рік) та «Рейнольд проти Сімса» (1964 рік), електоральне представництво в більшості законодавчих органів штатів було влаштоване за моделлю, яку використовує Конгрес США: сенатори штату представляли географічні одиниці, а члени нижньої палати представляли все населення та обирались за партійними списками в усьому штаті. В рішенні по справі «Рейнольд проти Сімса» суд постановив що вибори до законодавчих органів штату мають дотримуватись правила «одна людина — один голос» та скасував представництво за територіальними одиницями, незалежно від кількості виборців в них. Це рішення не стосується Сенату США, оскільки порядок виборів до нього визначений Конституцією США.
Початково, штат Небраска мав двопалатний законодавчий орган, як і всі інші штати, але нижня палата була ліквідована за результатами референдуму, який вступив у дію починаючи із виборів 1936 року. Верхня палата яка залишилась, перетворилась на однопалатний законодавчий орган штату, який зараз називається Легіслатурою штату Небраска, але його члени все ще називаються «сенаторами».

## Повноваження та вплив
Будучи законодавчою гілкою влади для своїх штатів, легіслатури виконують для своїх штатів ту саму роль, яку Конгрес США виконує на національному (федеральному) рівні. В цілому, та ж сама система стримувань і противаг, яка працює на федеральному рівні, діє також між законодавчим органом штату, виконавчою владою штату (на чолі із губернатором) та законодавчою владою, хоча конкретні механізми реалізації цього відрізняються від штату до штату.
Під час законодавчих сесій легіслатури розглядають питання винесені на розгляд її членами або губернатором. Комерційні підприємства або інші організації зі своїми інтересами часто лобіюють первні законопроєкти які принесуть їм користь. Законодавчі органи також затверджують бюджет на функціонування штату.
Відповідно до статті V Конституції США на законодавчі органи штатів покладається ратифікація поправок до Конституції США, які вже були зпроголосовані обома палатами Конгресу. Поправки до Конституції США вступають в дію після їх затвердження законодавчими органами 38 штатів (три чверті від всіх). Також 34 законодавчих органів штатів (дві третині від всіх) можуть скликати національну конституційну конвенцію, яка може висунути проєкт зміни до Конституції США, але така конвенція ніколи не скликалась.
Відповідно до статті II Конституції США законодавчі органи штатів визначають порядок призначення колегії виборщиків на президентських виборах від свого штату. Раніше, законодавчі органи штатів також призначали сенаторів США від свого штату, до ратифікації 17-ї поправки до Конституції США в 1913 році, яка ввела прямі вибори сенаторів виборцями штатів.

## Законодавча процедура
Зазвичай, законодавчі органи штатів та їхні комітети послуговуються «Посібником Мейсона із законодавчої процедури» (англ. "Mason's Manual of Legislative Procedure") або його зміненими версіями, який був розроблений вченим-юристом Полом Мейсоном в 1935 році для Легіслатури штату Каліфорнія і з часом був прийнятий більшістю законодавчих органів штатів. На офіційних зустрічах присутній парламентський консультант, який є професійним юристом і обов'язком якого є слідкувати за тим, щоб законопроєкти і їх обговорення якомога точніше відповідали процедурі та були якомога більш нейтральними.
Процедура законотворення починається з внесення законопроєкту до однієї з палат законодавчого органу. Законопроєкти можуть вноситись до будь-якої палати, але в деяких органах законопроєкти про зміну податків можуть вноситись тільки до нижньої палати. Законопроєктам, зазвичай, присвоюється порядковий номер, за хронологічним порядком їх внесення, щоб було зручно їх розрізняти. Зазвичай, законопроєкт не може бути ухвалений поки він не пройде читання протягом певної кількості днів у кожній палаті. Після внесення, законопроєкт, зазвичай, спершу представляється лише оголошенням його назви, що вважається першим читанням. Оскільки законопроєкти часто представляються лише за їх назвою, важливо щоб їх назва якомога точніше демонструвала про що цей законопроєкт.
Як й інші законодавчі органи по всьому світу, законодавчі органи штатів США використовують комітети як перший етап розгляду законопроєкту. Розгляд в комітеті є найважливішим етапом розгляду законопроєкту. Більшість законопроєктів не можуть бути ухвалені поки вони не будуть надіслані до комітету, розглянуті комітетом та повернені з комітету в кожній палаті. Розгляд законопроєкту в комітетах, зазвичай, є наступним етапом після першого читання. Кожен комітет має свою тематичну сферу і розглядає законопроєкти тематика яких належить до їх сфери. На постійні комітети покладена відповідальна роль перевірки законопроєктів та видачі рекомендацій щодо них своїм палатам. Часто в дні, коли Легіслатура не перебуває на пленарній сесії, комітети кожної взяти до уваги чи відхилити рекомендації комітету. Законопроєкти, які отримали схвальні оцінки від комітету, можуть бути додані до порядку денного палати. Більшість роботи законодавчих органів виконується саме в комітетах. Законодавчі органи, в цілому, покладаються на свої комітети, щоб вони виносили на розгляд всієї палати лише законопроєкти варті розгляду. В постійних комітетах кожен законопроєкт розглядається групою депутатів, які мають специфічні знання з певної теми. Деякі депутати законодавчих органів є експертами у певних областях законодавства, і ці депутати зазвичай включаються до складу відповідних їх знанням комітетів, щоб отримати максимальну користь з цих знань.
По всій країні застосовується контроверсійна практика «кишенькового вето» (англ. pocket veto), яке дозволяє комітетам «вбивати» деякі законопроєкти, просто ніколи не розглядаючи їх. Широко відомий випадок стався в 1988 році в Колорадо, коли таким чином була «вбита» громадська ініціатива щодо зміни конституції штату, підтримувана багатьма реформаторськими рухами. Коли комітет відмовляється розглядати у себе якийсь законопроєкт і таким чином передавати його на наступний етап розгляду, палата може ухвалити «вимогу про передачу» (англ. Discharge petition) яка забере законопроєкт в комітету та одразу перенесе його на розгляд до палати. специфіка відрізняється від штату до штату. Наприклад, в 2004 році з'ясувалося що в Легіслатурі штату Нью-Йорк «діють найсильніші обмеження щодо вимог про передачу законопроєктів із комітетів до палати, ніж в будь-якому іншому штаті», що стало причиною реформ в цьому питанні.
Після розгляду законопроєкту в комітеті, законопроєкт передається до відповідної палати. Він представляється протягом часу відведеного в порядку денному на звіти від комітетів. Представлені комітетами законопроєкти одразу проходять друге читання. В цей момент палати ще не голосують за законопроєкт, але він вноситься в порядок денний наступного законодавчого дня. Далі відбувається третє читання, під час якого вся палата детально вивчає законопроєкт, обговорює його, змінює, і він зачитується повністю перед тим, як бути поставленим на остаточне голосування. Після ухвалення законопроєкту в одній палаті, він передається на розгляд до іншої палати. Якщо інша палата затверджує законопроєкт без змін, він передається на підпис губернатору, якщо були внесені зміни, то законопроєкт повертається до першої палати, яка може погодитись на зміни, відхилити ці зміни тим самим відхиливши весь законопроєкт, або призначити Комітет із розв'язання протиріч, який складатиметься з членів обох палат, який намагатиметься прийти до консенсусного варіанту законопроєкту.
Коли законопроєкт поступає на підпис губернатору, він може підписати його, тим самим перетворивши на закон, або дочекатись поки спливе термін протягом якого він має його підписати, і законопроєкт вступить в дію сам собою. Губернатор також може накласти вето на законопроєкт, в такому випадку законопроєкт повертається до палати, в якій він виник, разом із поясненням причин, з яких губернатор наклав вето, та з пропозиціями щодо змін. Легіслатура може погодитись на зміни запропоновані губернатором, проголосувавши за них простою більшістю в обох палатах, або подолати вето губернатора кваліфікованою більшістю в обох палатах (зазвичай дві третини голосів). Іноді трапляється, що законопроєкт надходить на підпис губернатору незадовго до кінця пленарної сесії, і тоді якщо губернатор накладає на нього вето, воно є остаточним, оскільки законодавчий орган, сесія якого вже закінчилась, вже не може його змінити чи подолати вето.
Випадки коли законопроєкт ухвалюється голосами партії меншості разом з голосами деяких «помірних» членів партії більшості називається «перекочуванням» (англ. rolled). Емпіричний аналіз, здійснений науковцями-політологами, показує що з 99 палат американських легіслатур, в 53 таке стається менше ніж в 5% випадків, а у 83 менше ніж в 10% випадків.

## Робота законодавців
В більшості штатів нове скликання законодавчого органу збирається в січні непарного року, наступного після виборів членів нижньої палати. Тривалість сесій законодавчих органів значно відрізняється. В 40 штатах, в яких депутатство в законодавчому органі не є повною зайнятістю, сесія може тривати декілька місяців. В 10 штатах де законодавчі органи з повною зайнятістю мемія може тривати цілий рік, із періодичними перервами для роботи на місцях. Наразі в США працюють 7 383 законодавців. Частіш за все, в них є допоміжний персонал, який допомагає їм готувати та аналізувати проєкти законодавчих актів, переглядати та змінювати пропоновані бюджети, а також допомагає розглядати скарги громадян на дії виконавчої влади штату. Багато законодавців штатів на Національній конференції урядів штатів, також є й регіональні конференції: Південна конференція законодавців, Середньозахідна, Східна та Західна.